# Jaylen Watson
Jaylen Watson (* 17. September 1998 in Augusta, Georgia) ist ein US-amerikanischer American-Football-Spieler auf der Position des Cornerbacks. Aktuell spielt er für die Kansas City Chiefs in der National Football League (NFL).

## Frühe Jahre
Watson wurde in Augusta, Georgia  geboren. Dort spielte er an der Lucy C. Laney High School auf der Position des Cornerback. Nach seinem Abschluss besuchte er das Ventura College in Ventura (Kalifornien). Dort spielte er zwei Jahre und wechselte dann zur University of Southern California (USC), absolvierte aber kein Spiel in seiner ersten Saison, da er schulische Leistungen nachholen musste. Er zog zurück zu seiner Mutter nach Georgia und arbeitete in einem Fast-Food-Restaurant. Etwa ein Jahr, nachdem er die USC verlassen hatte, begann er ein Studium an der Washington State University, an der er seinen Abschluss nachholte und wieder begann, Football zu spielen. 2020 wurde er in seiner Redshirt-Saison als Honorable Mention in das All-Pacific-12-Conference-Team aufgenommen. 2021 konnte er diese Leistung wiederholen. In seiner finalen Saison 2021 erzielte er 31 Tackles und 2 Interceptions. Er entschied sich, am NFL Draft 2022 teilzunehmen und die Bowl-Spiele seiner Mannschaft auszusetzen.

## NFL
Beim Draft wurde Watson in der 7. Runde mit dem 234. Pick von den Kansas City Chiefs ausgewählt. Bereits in der zweiten Woche der NFL-Saison 2022 stand er nach einer Verletzung von Trent McDuffie in der Startaufstellung gegen die Los Angeles Chargers. Im 4. Viertel des Spieles gelang Jaylen Watson eine Interception bei einem Pass von Justin Herbert, die er 99 Yards zu einem Touchdown in die gegnerische Endzone zurücktrug. Er gewann im Februar 2023 den Superbowl LVII gegen die Philadelphia Eagles.

## Karrierestatistiken

### Regular Season
| 2022                               | Chiefs           | 16 | 6  | 49  | 37 | 12 | 0,0 | 6  | 1 | 99  | 99 | 0  | 1 | 0 | 0 | 0 |
| 2023                               | Chiefs           | 16 | 2  | 33  | 28 | 5  | 2,0 | 6  | 0 | 0   | 0  | 0  | 0 | 0 | 0 | 0 |
| 2024                               | Chiefs           | 6  | 6  | 32  | 21 | 11 | 0,0 | 6  | 0 | 12  | 0  | 12 | 0 | 0 | 0 | 0 |
| Gesamte Karriere                   | Gesamte Karriere | 38 | 14 | 114 | 86 | 28 | 2,0 | 18 | 1 | 111 | 99 | 12 | 1 | 0 | 0 | 0 |
| Quelle: pro-football-reference.com |                  |    |    |     |    |    |     |    |   |     |    |    |   |   |   |   |